# أليخاندرو راميريز (دراج)
أليخاندرو راميريز (بالإسبانية: Alejandro Ramírez Calderón)‏ هو دراج كولومبي، ولد في 15 أغسطس 1981 في ميديلين في كولومبيا.

## سجل النتائج

### سباقات أو مراحل فاز بها
| التاريخ       | السباق              | المركز                  |
| ------------- | ------------------- | ----------------------- |
| 25 مايو 2008  | طواف كولومبيا 2008  | المركز الثالث           |
| 24 يونيو 2012 | فولتا كولومبيا 2012 | المركز الثاني           |
| 26 يونيو 2016 | فولتا كولومبيا 2016 | الخامس في التصنيف العام |

## وصلات خارجية
- اليخاندرو راميريز على موقع الاتحاد الدولي للدراجات (الإنجليزية)
- اليخاندرو راميريز على موقع أرشيف الدراجات (الإنجليزية)
- اليخاندرو راميريز على موقع إحصائيات الدراجات الإحترافية (الإنجليزية)
- اليخاندرو راميريز على موقع نسبة الدراجات (الإنجليزية)